# Mercuriusovergang vanaf Venus

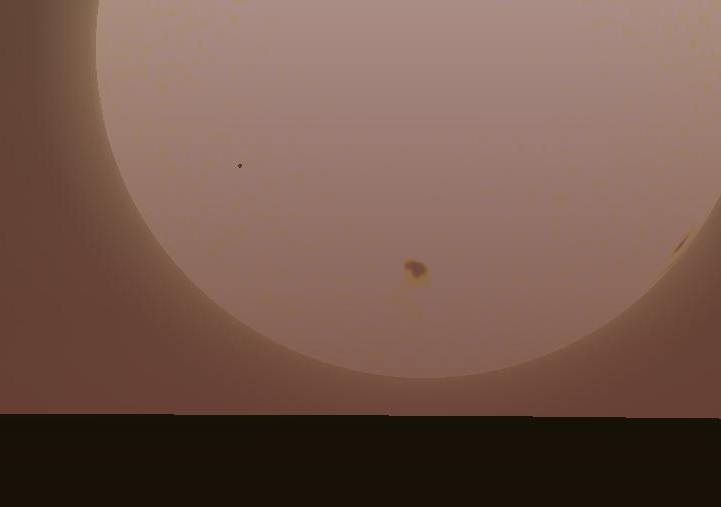
De Mercuriusovergang van 3 juni 2011 waargenomen vanaf Venus

Een Mercuriusovergang is de situatie waarin de planeet Mercurius voor de zon langs beweegt. In dit geval is het gezien vanaf Venus.

## Lijst van overgangen
- 11 juni 1971
- 25 december 1976
- 17 november 2005
- 4 juni 2007
- 3 juni 2011
- 18 december 2012
- 17 december 2016
- 2 juli 2022
- 16 januari 2028
- 1 augustus 2033
- 24 juni 2058
- 24 juni 2062
- 9 januari 2064
- 8 januari 2068
- 25 juli 2069
- 23 juli 2073
- 6 februari 2079
- 22 augustus 2084